# 安德烈·布赖滕赖特
安德烈·布赖滕赖特（德語：André Breitenreiter，1973年10月2日—）是一位德国前足球运动员及现任足球教练，曾执教漢諾威96。

## 球员生涯
布赖滕赖特年仅四岁便来到普鲁士汉诺威学习踢球，并在那里效力至1984年。随后，他转会至汉诺威SC，并在1986年加入汉诺威96的青年队。1991年，他被提拔至当时尚处德乙的汉诺威96一线队，并随队夺得了1992年德国杯冠军。在效力汉诺威96期间，布赖滕赖特还曾入选德国20岁以下国家足球队，参加了在澳大利亚举行的1993年世界青年足球锦标赛。从1994年开始，他又先后加盟德甲俱乐部汉堡、沃尔夫斯堡和翁特哈兴；高级联赛俱乐部朗根哈根；以及地区联赛俱乐部荷尔斯泰因基尔，并在后者担任队长。自2007年夏季起，布赖滕赖特又与另一支地区联赛俱乐部克洛彭堡签约，并于2009年7月转会哈费尔塞。在随后一个赛季成功帮助这支加布森俱乐部以冠军身份升级后，布赖滕赖特最终决定挂靴。在19年的职业生涯中，布赖滕赖特共参加过144场德甲比赛（射入28球）及101场德乙比赛（射入14球）。

## 教练生涯
布赖滕赖特是自2009年9月24日起取得国际足联A级教练证书。但他最初是在德乙俱乐部凯泽斯劳滕担当球探一职，并随队成功升入德甲。直至2011年1月2日，布赖滕赖特才在身处北部地区联赛的俱乐部哈费尔塞开启了自己的教练生涯第一站。此时的哈费尔塞仅积11分排名垫底，但冬歇期过后，布赖滕赖特率领他的前队友们在下半程狂揽24分，并最终保级成功。接下来，于2011-12赛季，布赖滕赖特的团队又在北部地区联赛中以第五名的优异成绩完赛。同时，俱乐部还历史上首次夺得了下萨克森杯冠军，并因此获得入围来季德国杯的资格。在2012-13赛季德国杯的首轮比赛中，哈费尔塞通过加时赛令人惊讶的以3比2战胜德甲俱乐部纽伦堡。然而在第二轮中却遗憾的以1比3不敌波鸿而止步。而在联赛中，布赖滕赖特所率领的这支由纯业余球员组成的球队能够以亚军身份完赛，仅以落后冠军荷尔斯泰因基尔4分的劣势而无缘升入德丙。
2013年3月27日，布赖滕赖特在德国足协体育学院组织的教练员培训中，以年度第三优异的成绩毕业。他的表现吸引了德乙俱乐部帕德博恩07的注意，后者遂于2013-14赛季将其签入。在经历了初期的一系列困难后，布赖滕赖特于2014年5月11日成功率领帕德博恩07在历史上首次升入德甲。

## 执教数据
最後更新：2015年3月21日
| 俱乐部     | 自           | 至            | 成绩 | 成绩 | 成绩 | 成绩 | 成绩  | 成绩         |
| 俱乐部     | 自           | 至            | 场   | 胜   | 平   | 负   | 胜%   | 注           |
| ---------- | ------------ | ------------- | ---- | ---- | ---- | ---- | ----- | ------------ |
| 哈费尔塞   | 2011年1月3日 | 2013年6月30日 | 49   | 28   | 9    | 12   | 57.14 | [ 9 ] [ 10 ] |
| 帕德博恩07 | 2013年7月1日 | 当前          | 63   | 24   | 17   | 22   | 38.10 | [ 11 ]       |
| 总计       | 总计         | 总计          | 112  | 52   | 26   | 34   | 46.43 | —            |

## 荣誉
- 德国杯冠军：1992年
- 下萨克森足球先生（德语：Niedersachsens Fußballer des Jahres）：1993年
- 下萨克森杯（德语：Niedersachsenpokal）冠军：2012年